# Кроа Молињо
Кроа Молињо (фр. Croix-Moligneaux) насеље је и општина у североисточној Француској у региону Пикардија, у департману Сома која припада префектури Перон.
По подацима из 2011. године у општини је живело 315 становника, а густина насељености је износила 39,97 становника/km². Општина се простире на површини од 7,88 km². Налази се на средњој надморској висини од 75 метара (максималној 88 m, а минималној 59 m).

## Демографија
| 1962. | 1968. | 1975. | 1982. | 1990. | 1999. | 2011. |
| ----- | ----- | ----- | ----- | ----- | ----- | ----- |
| 299   | 324   | 344   | 289   | 299   | 308   | 315   |

График промене броја становника у току последњих година